# Skatenight

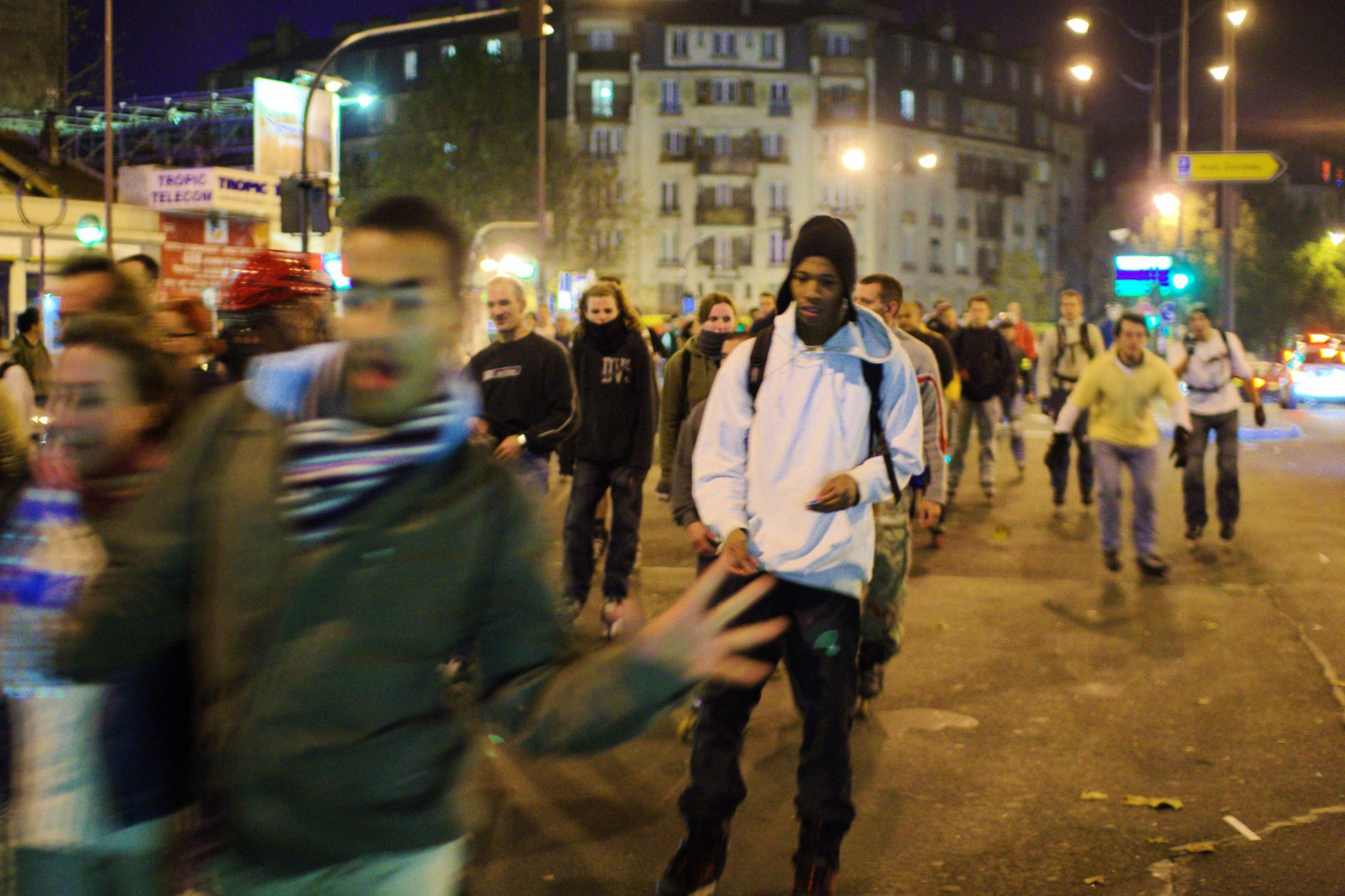
Teilnehmer der Pariser Skatenight Pari Roller

Eine Skatenight oder auch Bladenight ist eine Freizeit- und Sportveranstaltung für Inline-Skater, die in vielen großen Städten unter wechselnder Bezeichnung stattfindet. Sie wird in der Regel mehrmals während der Sommermonate ausgetragen. Dabei fahren die Teilnehmer auf von der Polizei offiziell abgesperrten Wegen eine längere Strecke oder einen Rundkurs.
Die Bedingungen für die Teilnahme an einer Skatenight sind von Ort zu Ort unterschiedlich. In vielen Städten ist eine Schutzausrüstung (z. B. Helm) Pflicht. Auch ist die Zielgruppe oft unterschiedlich. So richten sich einige Veranstalter nur an fortgeschrittene Skater, andere auch an Anfänger. Dies hat nicht nur unterschiedliche Auswirkungen auf das Streckenterrain und die -länge, sondern auch eine stark differierende Teilnehmerzahl zur Folge. So finden die Läufe in einigen Städten mit wenigen Hundert, in anderen dagegen mit Tausenden Teilnehmern statt. Skatenights werden entweder von den Kommunen oder Sportvereinen durchgeführt. Zunehmend kommen die Angebote auch von privaten Veranstaltern. Diese − aber auch andere Veranstalter − verlangen in einigen Fällen geringe Teilnahmegebühren.
Obwohl der Name „Skatenight“ eine Veranstaltung in den Abendstunden bzw. bei zumindest partieller Dunkelheit suggeriert, ist dies nicht überall der Fall. In manchen Städten wird die Fahrt so geplant, dass sie vor Einbruch der Dunkelheit bereits beendet ist.

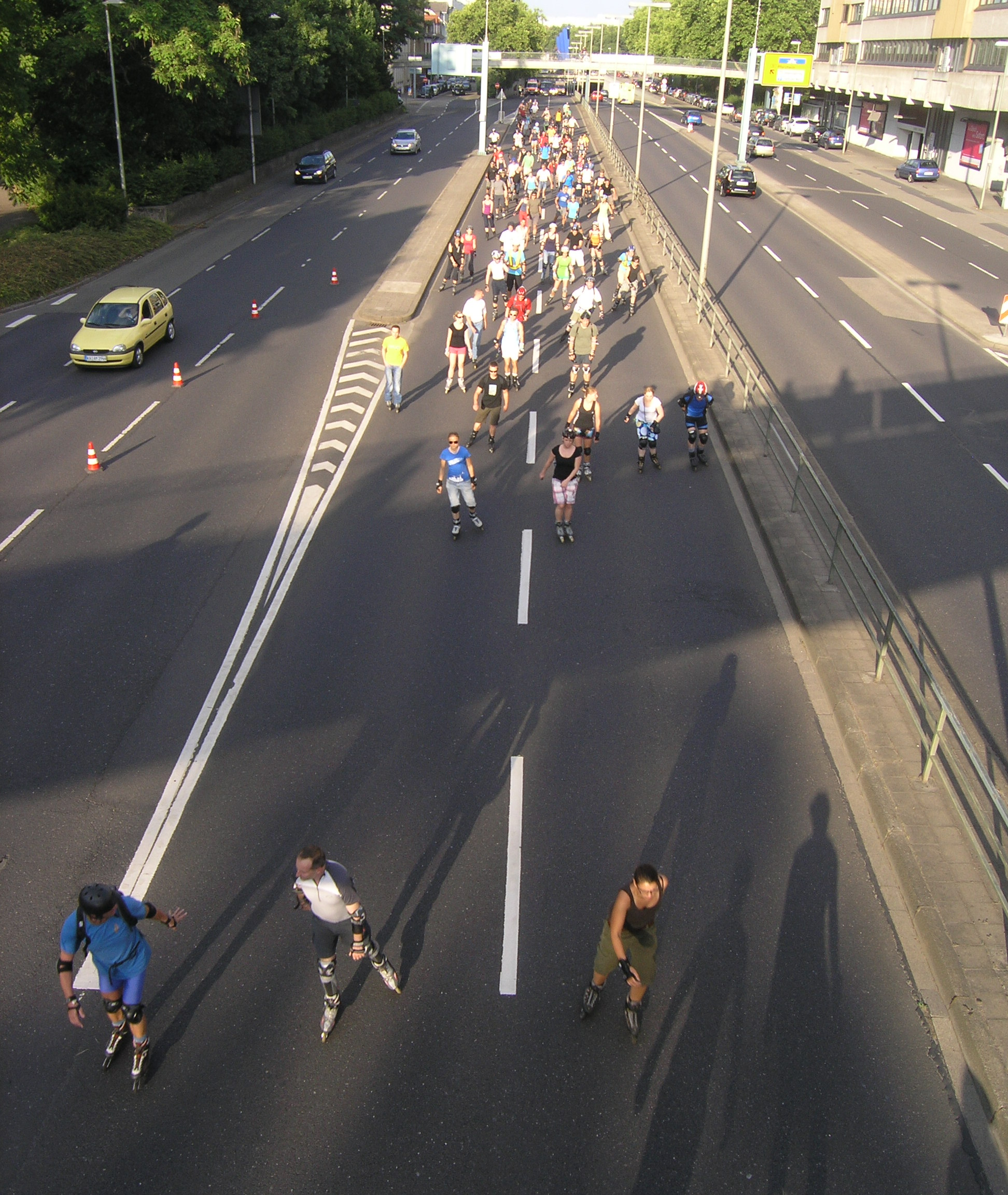
Karlsruhe

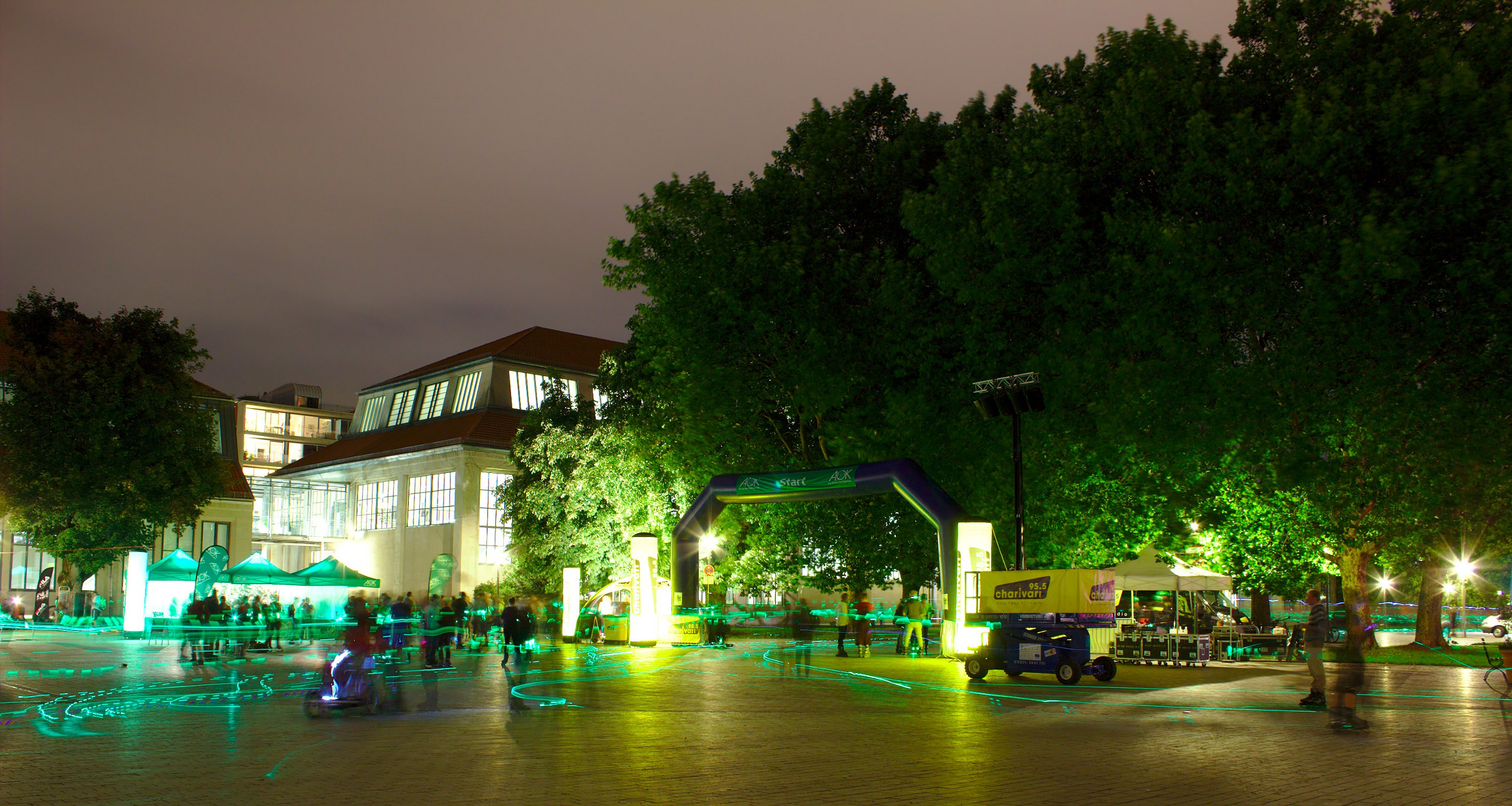
München

Das Dresdner Nachtskaten am 8. Mai 1998 war nach Angaben des Fördervereins die erste Veranstaltung ihrer Art in Deutschland. Die Münchener „Blade Night“, die aufgrund finanzieller Probleme im Jahr 2017 abgesagt wurde, war 2016 mit rund 50.000 Teilnehmern an neun Abenden nach eigenen Angaben „Europas größte Nacht-Skateveranstaltung“.
1999 startete in Wien das erste Nightskating in Österreich. In Graz wird der Mittwoch-Tourenskate bei Tageslicht gefahren. Freitags findet das „Cityskating“ als bewilligte Sportveranstaltung statt, Polizei auf Motorrädern sperrt die großen Kreuzungen bei gelb blinkenden Ampeln ab, etwa ein Dutzend ehrenamtliche Inline-Guides wachen über das Halten der Sperren und den Zusammenhalt der Teilnehmer. 15 bis 20 km Strecke werden mit typisch 2 Pausen in etwa 1,5 Stunden gefahren. 2019 wird der Startzeitpunkt erstmals von 19:30 auf 19:00 vorverlegt, um in den Randmonaten weniger in die Dämmerung zu kommen.

## Geschichtliches und Rechtliches in Deutschland
Der ursprüngliche Zweck vieler Veranstaltungen war Ende der 1990er-Jahre eine Demonstration. Die Skater kämpften für ihr Recht als eigenständige Verkehrsteilnehmer. Seit April 2009 legt aber die StVO fest, dass Skater als Fußgänger gelten. Inzwischen gelten Skatenights in der Regel als Sportveranstaltung. Darüber hinaus gibt es auch noch einige Veranstaltungen, bei denen Gruppen von Skatern inoffiziell unterwegs sind, so zum Beispiel in Düsseldorf, Mainz oder Berlin.

## Skatenights in Deutschland
| Ort, Startplatz                                         | Frequenz                                                                                    | Durchschnittliche Anzahl Teilnehmer | Name |
| ------------------------------------------------------- | ------------------------------------------------------------------------------------------- | ----------------------------------- | --- |
| Aachen                                                  | Freitag, viermal im Jahr (2018 alle Termine abgesagt)                                       | 500                                 | Skatenight Aachen |
| Aschaffenburg, Volksfestplatz                           | jeden Montag 19 Uhr (Ende März bis Anfang November)                                         | 50                                  | MORF – Montags Owens Rollschuh Fohrn |
| Berlin                                                  | Blade Night Berlin 1998 bis 2000                                                            | bis zu 60.000                       | siehe auch Folgezeile |
| Berlin, Alexanderplatz                                  | Sonntag, 14-täglich, 10-mal im Jahr (Mai–September)                                         | 1500                                | skate by night Berlin |
| Bremen                                                  | Dienstag, monatlich, sechsmal im Jahr                                                       | 1500                                | Bremen Skate Night |
| Chemnitz                                                | Mittwoch, monatlich, fünfmal im Jahr                                                        | 500                                 | Chemnitzer Nachtskaten |
| Dieburg (Hessen), Marktplatz                            | jeden Mittwoch 19 Uhr (April/Mai bis Ende August)                                           | 50                                  | Skate & Fun Dieburg |
| Dresden                                                 | Freitag, meist wöchentlich, 15- bis 20-mal im Jahr                                          | 2000                                | Dresdner Nachtskaten |
| Düsseldorf                                              | Donnerstag, neunmal im Jahr                                                                 | 3300                                | Rollnacht Düsseldorf |
| Frankfurt am Main                                       | Dienstag, wöchentlich                                                                       | 1000                                | Tuesday Night Skating |
| Fulda                                                   | Mittwoch, 14-täglich                                                                        | 150–200                             | NSE Fulda |
| Gießen                                                  | Dienstag, 2-wöchentlich                                                                     | 600                                 | Tuesday Night Skating |
| Haldensleben, Marktplatz                                | Samstag, einmal im Jahr                                                                     | 2000                                | Haldensleber Blade & Biker-Night für Skater, Rollschuhfahrer, Radfahrer. 12-km-Rundkurs durch die Stadt. Seit 2007. Roll-Out-Party hinter Show-Truck auf der Innenstadtrunde.                                                                                                |
| Hannover                                                | Mittwoch, 14-täglich, 10-mal im Jahr                                                        | 4000                                | skate by night Hannover |
| Hamburg                                                 | Dienstag, 10-mal im Jahr (2001–2004)                                                        | 7500                                | Tuesday Late Skate |
| Heidelberg                                              | mehrere Montage (seit 2016 keine mehr)                                                      | 600                                 | Heidelberg On Skates |
| Hildesheim                                              | meist Donnerstag, etwa 5-mal im Jahr                                                        | 300                                 | skate by night Hildesheim |
| Karlsruhe                                               | Donnerstag, (bisher 14-täglich, 2016 nur einmal)                                            | 600                                 | Skatenite Karlsruhe, bis 2016 |
| Kiel                                                    | Mittwoch, 14-täglich                                                                        | 300                                 | Blade Night Kiel |
| Koblenz, Energieversorger EVM                           | 4-mal im Jahr, meist Donnerstag                                                             | 600                                 | Koblenz Skatenight |
| Lausitz – auf der Rennstrecke Lausitzring               | Donnerstag, wöchentlich (19–21 Uhr, 23. Juni – 28. August 2016, nicht am 11.8., 10 Termine) | 200                                 | Lausitzer Bladenight, durch Vital Der Gesundheitsclub seit 2004, nicht auf Stadtstraßen, sondern auf einem 4,25 km langen Asphalt-Rundkurs mit 13 Kurven für Motorradrennen, 3,50 € Eintritt (2016), für Skater, Fußgänger (auf einem Streckenteil), Radfahrer (am Trioval). |
| Ludwigshafen am Rhein                                   | Mittwoch, 14-täglich, 10-mal im Jahr; 2020 Corona Pause                                     | 300                                 | Skatenight Ludwigshafen |
| Mainz                                                   | Mittwoch, wöchentlich                                                                       | 400                                 | Wednesday Night Skating |
| Mannheim                                                | Mittwoch, 14-täglich (2016 keine, ab 2017: 5-mal im Jahr, 2020 Corona Pause)                | 350                                 | Skatenight Mannheim |
| München, Theresienhöhe, Verkehrszentrum Dt. Museum      | Montags 21 Uhr (Mai – September)                                                            | 5000 (2023)                         | Blade Night München, Skatemunich! BladeNight |
| Münster                                                 | 1. und 3. Freitag (Mai–September), (etwa 14-täglich)                                        | 2500–3000                           | Skatenight Münster |
| Obernburg am Main (Unterfranken)                        | einmal pro Monat, Freitag 18.30 Uhr (April bis September)                                   | 30                                  | ILTO – Inliner Lauf Treff Obernburg |
| Paderborn, vor Sportzentrum Maspernplatz, Schützenweg 1 | 4–5 Mal im Jahr, Freitags, 20:00 Uhr                                                        | 500–800                             | Sparkassen Skatenight Paderborn |
| Seligenstadt                                            | Donnerstag, einmal im Monat, 6 Termine                                                      | 300                                 | Skatenight Seligenstadt |

### Andere Veranstaltungen
Beispielsweise:
- Rhine-on-Skates, seit 20. September 2003, jährlich, ab 2004 am letzten Samstag im August, ab 2005 gegen Teilnahmegebühr, 135 (65) km Straße entlang beider Ufer des Rheins[39]

## Skatenights in Österreich
Die Skatenights in Österreich haben ihren Ursprung im Friday Night Skating in Wien – seit 1999 – und Cityskating Graz – seit 2001. Die Wiener Veranstaltung inkludierte immer schon Radfahren als Verkehrsthema.
Die Ursprünge liegen in Graz beim Mittwochskate aka Tourenskate ab 1995. Seit einigen Jahren schließt er an das Hallentraining im Winter (etwa November bis März) an und rollt ab April um 18 Uhr, hochsommers um 19 Uhr, ab Stadtparkbrunnen über typisch 15–25 km Strecke etwa entlang der Mur, dem Mariatrosterbach nach oder ein Stück ins Peterstal in eher kleiner Gruppe doch auf durch Abfahrten anspruchsvolle Strecken.
Das Cityskating Graz begann als informeller Freitagsskate im Jahr 2000 hinten begleitet durch einen Privat-Pkw, und an Kreuzungen gesichert durch vorausfahrende Guides. Seit 2001 rollt Cityskating in Graz als bewilligte Sportveranstaltung, manchmal mit Gratisverleih von Skates und Schutzausrüstung. Bis 2016 wurde am Tummelplatz am Südostrand des Altstadt-Zentrums gestartet und geendet, wo die Stadt Graz von der „Sportveranstaltung“ eine Gebühr für die Platzbenützung für „verkehrsfremde Zwecke“ einhob.
In Graz startet Cityskating (2020 wegen Corona abgesagt) freitags 19 Uhr (bis 2018: 19.30), seit 2017 vom Privatparkplatz des OBI-Baumarkts in der Conrad-von-Hötzendorf-Straße 103a, steht nur Inline-Skatern (ohne Stöcke) offen und wird – typisch knapp 20 km weit – nur bei voraussichtlich trockener Fahrbahn und überwiegend bei Tageslicht gefahren. 2015–2017 und 2019 gab es jeweils Mai–August 15 Tourtermine, 6 Strecken wurden je zweimal eingeplant. 2020, dem Jahr der Corona-Krise, wurde der Beginn zuerst auf Mitte Juli, dann Mitte August verschoben und zuletzt durch die Behörde nicht zugelassen und daher ganz abgesagt. 2015 wurde ein Freitag ausgelassen, wegen eines geplanten, doch dann wegen der Amokfahrt von Graz abgesagten Stadtfestes. Gelegentlich werden Leihskates von go-inline graz angeboten. Die Sportveranstaltung zahlt Gebühren für Polizeibegleitung (meist 2 Motorräder, oft plus 1 Kleinbus) und ein Krankentransport-Kfz, die über akquirierte Förderungen und Sponsoren aufgebracht werden. Am Ende der Saison 2016 wurden erstmals am Tummelplatz Spenden gesammelt, um die Kosten zu decken. Ein Team ehrenamtlicher Guides in Warnwesten sichert die Strecke. Auch hier wird auf von anderem Verkehr freigehaltenen Fahrbahn(hälft)en gefahren und der Gehsteig freigelassen. Am 6. Mai 2016 fuhr erstmals ein zweirädriges Lastenrad zur Musikbeschallung mit. Einmal im Jahr zum Autofreien Tag (22. September) als Skater-Pulk nach den Radfahrern der Tour de Graz (veranstaltet von der Verkehrsplanung der Stadt) über ein Stück Autobahn. Schon bisher liefen Touren durch die (sonst für Nichtmotorisierte verbotene) Unterflurtrasse der Nordspange (östlich des Kalvariengürtels) seit 2017 steht die Unterflurtrasse des Südgürtels (unter der Puntigamerstraße) am Tourenplan. Das Grazer Cityskating ist monatlich einmal kombinierbar mit der Radfahrt Critical Mass, die ganzjährig am letzten Freitag des Monats um 17 Uhr am Südtirolerplatz startet. 2021 findet Cityskating nur am Fr., 13. August nach Kontrolle der Teilnehmer durch die Guides auf die 3-G-Regel mit einem Armband statt.
In Wien – coronabedingt 2020 Pause – wird die Veranstaltung von Mai bis September, nicht jedoch zum Donauinselfest (2016: 24. Juni) gefahren – 21-mal (2015, 2016) freitags 21 Uhr ab Heldenplatz, Inline-Skater und Radfahrer gemeinsam. Polizei-Kfz mit Blaulicht sperrt die Strecke, die dann von ehrenamtlichen Aktivisten als Rolling Guards (auf Skates mit Warnwesten und Leuchtstäben) gesichert wird. Die formale Abwicklung als Demonstration für sanfte Mobilität erspart der Veranstaltung Kosten. Ein kleiner Kastenwagen der Grünen beschallt mit Musik. In den letzten Jahren kam auf, dass Teilnehmer Musik via Webradio, Smartphone und Bluetooth-Lautsprecher aus dem Rucksack spielen und manche sich, Skates-Rollen und Fahrräder mit LED-Lichteffekten schmücken. Es wird auch bei nasser Fahrbahn mit einem dann hohen Radfahreranteil gefahren, jede Woche eine andere Tour, einmal im Jahr ein Stück auch über die Autobahn (Nordbrücke). Die Streckenlänge beträgt um 25 km, an mehreren Pausen wird zusammengewartet. Einmal im Monat kombinierbar mit der Radfahrt Critical Mass am 3. Freitag 17 Uhr (+) ab Schwarzenberg- zum Heldenplatz. Am 20. Mai 2016 als Ride for President, Friday Nightskating votes for Van der Bellen. Ab 2019 werden E-Scooter von der Teilnahme strikt ausgeschlossen, da sie „viel zu schnell beschleunigen“ und damit andere Teilnehmer gefährden – „Wir demonstrieren nur mit Muskelkraft.“
Die folgende Tabelle listet auch weitere (ehemalige) Skatenights in österreichischen Städten.
| Ort, Startplatz                                               | ab / zuletzt / aktuell                                                      | Termin, Treffen/Start, Frequenz | ø Anzahl Teilnehmer  | Name – Näheres |
| ------------------------------------------------------------- | --------------------------------------------------------------------------- | --- | -------------------- | --- |
| Graz, OBI Baumarkt / Conrad-von-Hötzendorf-Straße 103a        | 2001 (2000) / 2019 / (wegen Corona: 2020 nicht, Mai 2021 noch nicht) / 2022 | jeden Freitag 19:00 Abfahrt | 200                  | CitySkating Graz – ohne Radler, ohne Boards. |
| Innsbruck, Merkur Markt, Mitterweg 21                         | 2014 / 2015 / 2016 / 2017                                                   | jeden Mittwoch 19:00/20:00 (Juni–Juli) | 1000                 | Nightskate Innsbruck – inklusive Skateboards. Jedes Mal mit Bekleidungsmotto. |
| St. Pölten, Neue Herrengasse 12 (Klangturm Regierungsviertel) | ? / 2015 / 2022                                                             | 14-täglich Dienstag 19:00/19:30 (2016: 17. Mai – 6. September)                                                                                       | mehrere 100          | Tuesday Night Skating St. Pölten, von Sport.Land.N |
| Wien, Heldenplatz (2016: Äußeres Burgtor; 2018: Heldenplatz)  | 1999 / 2018 / 2019 / (2020 nicht wegen Corona)                              | fast jeden Freitag 20:00/21:00 (2016: 13. Mai – 30. Sept., 2018: 13. Juli – 28. Sept., 2019: 26. Juli – 27. Sept. (10 x), 2020: nicht wegen Corona.) | 1400 inkl. Radfahrer | Friday Night Skating |
| Wr. Neustadt, Arena Nova                                      | ? / 2015 / 2016 / 2022                                                      | Dienstags, 19:00/19:30 (2018: 8. Mai bis 28. August)                                                                                                 | 300                  | Tuesday Nightskating Wiener Neustadt, von Sport.Land.N, 2018 steht jede Ausfahrt unter einem eigenen Motto, gefahren wird auf drei unterschiedlichen Routen durch die Stadt Ehemals ab Arena Nova, seit 22022 am MilAk Park. |
| Folgende sind derzeit inaktiv:                                |                                                                             | |                      | |
| Klagenfurt, Minimundus/Zoo bzw. Kramergasse/Neuer Platz       | 2007 (?) / 2008 (?) / –                                                     | Zurzeit keine Veranstaltung (Mittwoch 18:30 bzw. August – Mitte September, Samstag 19:00)                                                            | 100 inkl. Radfahrer  | Saturday Nightskating Klagenfurt (wurde etwa 2007 und 2008 von den Grünen Klagenfurt veranstaltet) |
| Salzburg, Volksgarten, Universitätsplatz                      | 2004 / 2012 / –                                                             | (zuletzt zwei Samstage 19:00/20:00 (Juni/Juli bzw. Anf. Sept.))                                                                                      | 400                  | Skate Night Salzburg |
| Villach, Parkplatz Draubodenweg                               | ? / ? / –                                                                   | (Montag 18:30) | ?                    | |

Das Webportal inline-graz.at einer Gruppe engagierter Skater listet neben eigenen Tourenterminen auch Links zu Nightskates veranstaltenden Vereinen und Gruppen in 5 Bundesländern.

### Andere Veranstaltungen
Neben Skatenights finden in Österreich weitere Veranstaltungen statt, bei denen Inline-Skater organisiert – oft kostenlos, zeitlich und räumlich eingegrenzt – oft rechtskonform, mitunter nur toleriert, auf Fahrbahnen öffentlicher Straßen rollen:
- Autofreier Rad-Erlebnistag Attersee, Radfahrer (samt E-Fahrräder), Skater, Nichtmotorisierte, 48-km-Runde auf B151 und B152 um den See, empfohlene Fahrtrichtung gegen den Uhrzeigersinn mit Start in Seewalchen, ein Sonntag Ende April 10–17 Uhr, Tourismusverband Ferienregion Attersee-Salzkammergut.[55]
- Wörthersee autofrei – Radler-/Skater-Erlebnistag, seit etwa 1998 im Frühling, jedoch erstmals 2014 (wegen Bauarbeiten) und 2019 (wegen Regen, Kälte) Mitte September, Sonntag 10–17 Uhr, 40 km Strecke um den See. Veranstaltet von Kärnten aktiv. Keine Fahrtrichtungsempfehlung, Veranstaltung in Klagenfurt beim Minimundus.[56]
- Ossiacher See autofrei – Radler-/Skater-Erlebnistag, im Mai Sonntag 10–15 Uhr, 2014 zum 11. Mal. 27 km im Uhrzeigersinn (Einbahn) um den See. Auf 42 km erweiterte Runde bis Feldkirchen, teilweise auch für Skater. Veranstaltet von Kärnten aktiv.[57]
- Tour de Graz per Fahrrad ein Teilstück via Autobahn wird seit 2009 (?) zum Autofreien Tag am 22. September von der Abteilung Verkehrsplanung des Magistrats Graz in Kooperation mit Cityskating veranstaltet. Die etwa 29 km weite 2,5-stündige Rundfahrt mit 1,9 km Autobahnstrecke vom EKZ Murpark bis Ausfahrt Raaba startet auch 2015 wieder um 17 Uhr vom Hauptplatz, wo 10–21 Uhr ein Mobilitätsfest stattfindet (2009 und 2010 noch vom/am Karmeliterplatz). Radfahrer bilden die erste Gruppe, Inline-Skater schließen sich als Folgegruppe an. Bei Pausen an zwei Labestationen kommen die Felder wieder zusammen. 2013: 1200 Teilnehmer.[58] Hingegen findet das Cityradeln der Verkehrsplanung – seit 2009 an 5 Mittwochen vom Mariahilferplatz – strikt ohne Skater statt.[59] Im  Coronajahr 2020 gab es keine Tour de Graz, kein Cityradeln, und statt des Mobilitätsfestes am 22. September 2020, 6–21 (Programm: 8–17) Uhr eine südlich des Andreas-Hofer-Platzes auf 275 m Länge autofreie Neutorgasse[60] mit Fotoausstellung und Videos.[61][62]
- Beim Inline-Graz Mittwochskate im Sommer und Herbst mit Treffpunkt 19 bzw. 18 Uhr ab Schloßbergplatz[63] im Stadtpark, Platz der Menschenrechte fährt eine kleine Gruppe zu einer informellen, flotten Ausflugsrunde über 20 km und mehr, auf Radwegen, Radrouten und ruhigen Straßen. Mit Einkehrpause.[64]
- Beim Samstag-Tourenskate, Graz, mit früherem Start ab linkem Muruferweg oberhalb Kalvarienbrücke rollt eine Gruppe gelegentlich informell typisch 40 km.
- In Graz ist vereinzelt zu beobachten:
  - Eher einzelne Inlineskater rollen bei Critical Mass mit.
  - Rollschuhfahrerinnen, mitunter Rollerderby-Ausübende, rollen beim Cityskating mit.
  - Skateboardfahrer die sich für die Bergabkurve am Parkring dem Cityskating anschließen, werden von Guides aus der Veranstaltung hinausgewiesen.
- Radparade am Ring in Wien im Zuge des Argus Bikefestivals.[65]

### Historisch
- Die neuerrichtete 2. Röhre des 10 km langen Plabutschtunnels in Graz wurde am 25. Jänner 2004 – kurz vor der Verkehrsfreigabe – von 25 Radfahrern und 25 Skatern hin und zurück befahren. Helle Beleuchtung, Wand und Fahrbahn, verschiedenfarbige Leuchtmarkierungen – etwa rote Leuchtdioden am Gehsteigrand, der Hall des Tunnels, Windstille und angenehme Temperatur im Mittelteil von 10 °C boten einen Kontrast zur Kälte und dem Streusplitt auf den Straßen draußen.[66]
- Am 12. April 2017 fuhr der (zweite) Grazer Mittwochskate (etwa 12 Skater) im Geruch frischer Fahrbahnmarkierung durch die Unterflurtrasse des Südgürtels, der im Folgemonat dem Autoverkehr übergeben wurde und seit 2017 wiederholt auf dem Routenplan von Cityskating und Tour de Graz[67] steht.

## Skatenights in der Schweiz
Die Skatenights in der Schweiz haben ihren Ursprung im Ende der 1990er-Jahre entstandenen Monday Night Skate, welche in fast allen Städten den Start geebnet haben. Inzwischen haben sich einige vom Mutterverein abgespalten und führen nun als selbständige Vereine die Inline Nights der Schweizer Städte durch. Seit 2012 ist die Teilnehmerzahl jedoch bei allen Ausfahrten rückläufig.
Heute werden in der Schweiz in den Frühlings- und Sommermonaten folgende Skatenights durchgeführt:
| Ort             | Frequenz          | ø Anzahl Teilnehmer | Name                      |
| --------------- | ----------------- | ------------------- | ------------------------- |
| Aarau           | alle 3 Wochen     | 300                 | Monday Night Skate Aarau  |
| Baden/Wettingen | zweimal pro Monat | 100                 | Regioskate                |
| Basel           | alle 2 Wochen     | 800                 | Monday Night Skate Basel  |
| Bern            | zweimal pro Monat | 300                 | Inlinenightbern           |
| Biel            | alle 2 Wochen     | 60                  | Skate-Night Biel-Bienne   |
| Genf            | alle 2 Wochen     | 200                 | Monday Night Skate Genf   |
| Luzern          | alle 2 Wochen     | 400                 | Monday Night Skate Luzern |
| Winterthur      | alle 2 Wochen     | 600                 | cityskate                 |
| Zug             | alle 3 Wochen     | 200                 | Monday Night Skate Zug    |
| Zürich          | alle 2 Wochen     | 3000                | Monday Night Skate Zürich |

In Kreuzlingen wurde von 2005 bis 2009 ebenfalls gefahren. Im Jahr 2010 fand jedoch auf Grund mangelnder Sponsoren kein Monday Night Skate statt. In Biel fand seit 2008 kein Night Skate mehr statt, seit 2011 werden jedoch wieder Ausfahrten durch Skate-Night-Biel durchgeführt.

## Andere Länder

### Europa
In Amsterdam trifft man sich ganzjährig – wenn trocken – um 20:15/20:30 Uhr im Vondelpark beim Filmmuseum zum Friday Night Skate Amsterdam für eine zweistündige Runde über verschiedene Routen (22–25 km), meist „ohne Picknick“. Ab 1997 begannen Gruppen von Skatern zu kooperieren, die regelmäßige Touren ab Vondelpark starten. September 1998 erreicht die Teilnehmerzahl fast 500. Oktober 1998 wird die Stiftung „Skate!“ eingerichtet, die 1999 vom Bürgermeister die Ehrung „Amsterdamer des Jahres“ erhält. Am 3. September 1999 nimmt die Rekordzahl von 3000 Skatern teil. Ein geschobener dreirädriger Stroller spielt Musik.
Der Friday Night Skate Copenhagen – erstmals September 1999 – rollt 2016 von Ende April bis Ende September 14-täglich und kommt auf 12 Fahrten, die um 20:00 starten. Wie in Amsterdam haben die Freiwilligen, die die nötigen Straßensperren durchführen „Blocker“ auf ihren leuchtgelben Sicherheitswesten stehen. Polizei auf Motorrädern fährt voraus. Die Organisation schreibt von 500–1500 Teilnehmern. Flying Nurses/Doctors unter den Skatern haben Pflaster für Gestürzte. Friday Night Skate wird als globales Projekt gesehen.
Beim wöchentlichen London Friday Night Skate für „inline“ und „quad skaters“ – „weather permitting“ – um 20:00 startend ab Hyde Park Corner wird an roten Verkehrsampeln gestoppt und bei Grün gestartet. Polizei als Begleitung ist nicht zu sehen. Außerdem wird sonntags 14:00 ein gemütliches „Sunday Stroll“ gerollt. Straßenhockey-Spieler starteten nach Pariser Vorbild 2000 das nach einem Sponsor benannte „Betty Blade“, das nur 6 Meilen weit und auf Gehsteigen und Radwegen von typisch 50 Skatern gefahren wurde. A 2001 wurde wegen steigender Teilnehmerzahlen der LondonSkate auf Fahrbahnen gelegt. Der zweite Skate 2002 hatte 800 Teilnehmer. 2002 und 2003 kam Musikbegleitung von einem Fahrrad dazu. 2004 gab es eine größere Launch-Party und Lektionen für Anfänger. 2005 wurde mit einem LondonSantaSkate mit 200 Verkleideten beendet. 2006 wurde das Sound System durch Funkverbindung zu Repeatern an Skatern ergänzt. Die Finanzierung erfolgt z. B. über Verkauf von T-Shirts, die Teilnahme ist kostenlos.
In Paris beginnen Treffen von Inline-Skatern ab September 1993. Zum Pari Roller trifft man sich wenn die Straße trocken ist, ganzjährig wöchentlich um 21:30 am Place Raoul Dautry, unweit Gare Montparnass, die 3-stündige Tour wird von 22:00 bis 01:00 gefahren. Der Veranstalter bittet um 25 € Jahresbeitrag. – In Nancy finden Nightskates statt, ein Fast-Rundkurs mit 19 km Länge und 300 m Höhenanstieg ist im Web dokumentiert.

### Amerika
In Los Angeles wird, wenn trocken, ganzjährig gefahren. Um 20:30 trifft an sich zum – kostenlosen – LA Friday Night Skate, 4 Routen werden von 21:00 bis 23:00 von typisch 40–80 Skatern 16 km weit gerollt. Der Skate geht auf das Vorbild in San Francisco zurück und wurde von den Venice Beach Skate Dancers begonnen, weshalb Musik – aus einem 12 kg schweren Rucksack – und Tanz auch heute eine bedeutende Rolle spielt. Motto-Touren gibt es zum Unabhängigkeitstag, im Oktober gegen Gewalt und Hass und zu Halloween.
In New York City wird ganzjährig wöchentlich am Dienstag (seit 1990 oder 1991) ab Central Park über typisch 32–40 km geskatet. Um 20:00 startende Night Skates gibt es auch Montag und Mittwoch, doch nicht in der kalten Jahreszeit. Donnerstags gibt es einen Evening Skate mit Start um 19:15. Freitags findet einmal im Monat ein Central Park Moonlight Skate mit Start um 22:00 gemeinsam mit Radfahrern statt. Zu Halloween läuft ein 56 km Empire Skate nach Sleepy Hollow. Mitunter begleiten Freiwillige mit kleinem Erste-Hilfe-Paket in roten T-Shirts mit weißem Kreuz die Touren. Anfang August wird samstags Nachmittag ein Big Apple Roll gefahren.
In San Francisco trifft man sich freitags um 20:30 und startet um 21:00 mit typisch einigen hundert Teilnehmern auf Inlineskates („Blades“) und auch Rollschuhen („Rollers“). Das Midnight Rollers San Francisco's Friday Night Skate wird
von der California Outdoor Rollersports Association (CORA) veranstaltet, mit David „D“ Miles als Präsident, der sich seit 1980 für Skaten engagiert. Nach dem Loma-Prieta-Erdbeben 1989 wurde der beschädigte und für den Verkehr gesperrte zweistöckige Embarcadero Freeway bis zu seinem Abriss 1991 unter Bestrafung durch die Highway Patrol zum Skaten benutzt. Erst danach wurde das Treffen auf Freitag gelegt. Man fand wieder eine Route entlang der Embarcadero Waterfront. Bis 1993 vermehrte sich die Teilnehmerzahl auf 200. Als 2 Zeitungen mehrmals berichteten, verdoppelte sich die Teilnehmerzahl und erreichte 1996 ein Maximum von über 700. Bei Pausen wird auch getanzt. Regeln dienen der Erzielung von Sicherheit und versuchen Konflikte mit der Polizei zu vermeiden.
Da die Blocker/Guides immer wieder zum Absichern an Querstraßen stehen bleiben müssen, müssen sie anschließend mit höherem Tempo als der Pulk diesem wieder links vorfahren. Wenn Teilnehmer regelwidrig für diesen Überholvorgang links nicht zumindest einen Meter freihalten, nützen von hinten ankommende Guides mitunter eine Trillerpfeife, um diesen Platz zu beanspruchen.